# Rheng (Keumala)
Rheng is een bestuurslaag in het regentschap Pidie van de provincie Atjeh, Indonesië. Rheng telt 343 inwoners (volkstelling 2010).